# 美妝學概論
《美妝學概論》（韓語：뷰티학개론），為韓國自2016年4月8日起於On Style播放的電視劇。本劇是這是innisfree所贊助 以美妝學校（K-Beauty School）為背景的校園青春戀愛劇。

## 演員陣容

### 主要人物
| 演員   | 角色   | 介紹 |
| 韓智恩 | 李鳳珠 | 個性灑脫大方普通家庭出身的女孩，媽媽是上門推銷化妝品的銷售員，她個人也經營著美妝Blog。某天鳳珠兼職幫助媽媽的推銷化妝品的時候，誤打誤撞來到了K-Beauty School理事的家裡…，在因緣際會之下進入了K-Beauty School就讀，那是個美妝專業學校，沒上全妝會被老師認為缺席的奇葩學校。 |
| 金宰永 | 南宮元 | 韓國最大的化妝品集團繼承者，有著很深的美妝修養。個性上有時候中二中二的，有時候又很霸氣外表看似冷酷，其實內心卻是很暖的。是被家裡逼著上K-Beauty School。自小喜愛美術的他，但家裡一直反對，於是他就拿美術用筆當化妝刷具！                                                   |
| 李哲宇 | 鄭海仁 | 個性超級暖男，跟南宮元不一樣的是家裡反對他上K-Beauty School，爸爸似乎認為一個男人不該對化妝有興趣，有一次在練習幫女生上妝的時候被爸爸發現被罵很慘，造成了陰影。 |

### 其他人物
| 演員   | 角色     | 介紹 |
| 陳赫   | 高楠     | 中二百分百，常講方言又很聒噪，但認真起來很帥，為戀情煩惱的時候很小女生，有反差感。                                                               |
| 姜俊圭 | 吳斗一   | 是個沉默寡言的小可愛，吃貨一枚，每天萌點無上限。                                                                                                 |
| 崔智憲 | 黃Calena | 媽媽是世界知名的模特，一直認為女兒應該也要很漂亮，對莉娜造成心理壓力，就一直化著大濃妝。後來因為一些事件讓自己知道她是很漂亮的，就再也不化濃妝。 |
| 趙慧媛 | 劉靜延   | 有個奇妙存在感的女同學。 |

### 分集主題
| 集數 | 播出時間   | 標題              |
| 1    | 2016/04/08 | 素顏的開始 （민낯같은 시작）   |
| 2    | 2016/04/08 | 美妝學概論 （뷰티학개론）   |
| 3    | 2016/04/15 | 雙重生活 （이중생활）     |
| 4    | 2016/04/15 | 臉上的故事 （얼굴에 담긴 이야기）   |
| 5    | 2016/04/15 | 某種關係 （모종의 관계）     |
| 6    | 2016/04/22 | 摸摸頭 （쓰담쓰담）       |
| 7    | 2016/04/29 | 螞蟻村的春天 （개미마을의 봄） |
| 8    | 2016/05/06 | 像夢一般的夢 （꿈 같은 꿈） |
| 9    | 2016/05/13 | 清晰的夜晚 （선명해진 밤）   |
| 10   | 2016/05/20 | 青春學概論 （청춘학개론）   |

## 外部連結
- 官方網站
- Youtuebe官方影片 （页面存档备份，存于）

| On Style | On Style                                    | On Style |
| -------- | ------------------------------------------- | -------- |
|          | 美妝學概論 （2016年4月8日 - 2016年5月20日） |          |
| -        | -                                           |          |

| 新加坡 HUB娱家戏剧台 韓國速蜜達 星期日 22:00 - 00:15 | 新加坡 HUB娱家戏剧台 韓國速蜜達 星期日 22:00 - 00:15 | 新加坡 HUB娱家戏剧台 韓國速蜜達 星期日 22:00 - 00:15 |
| ---------------------------------------------------- | ---------------------------------------------------- | ---------------------------------------------------- |
|                                                      | 美妝學概論 （2017年10月15日-10月22日）               |                                                      |
| 犯罪心理 （2017年8月6日 - 10月8日）                  | 顛覆愛情 （2017年10月29日-12月17日）                 |                                                      |